# Compsophis
Compsophis är ett släkte av ormar.
Compsophis ingår enligt Catalogue of Life i familjen snokar och enligt The Reptile Database i familjen Pseudoxyrhophiidae. 
Vuxna exemplar är med en längd upp till 75 cm små ormar. De förekommer på Madagaskar. Det är i princip inget känt om levnadssättet. För släktets medlemmar antas att honor lägger ägg.
Arter enligt Catalogue of Life och The Reptile Database:
- Compsophis albiventris
- Compsophis boulengeri
- Compsophis fatsibe
- Compsophis infralineata
- Compsophis laphystia
- Compsophis vinckei
- Compsophis zeny